# سبستان إفريقي
سبستان أفريقي (الاسم العلمي:Cordia africana) هو نوع من النباتات يتبع جنس السبستان من الفصيلة الحمحمية.